# Temporada 1990-91 de los Detroit Pistons
La temporada 1990-91 fue la cuadragésimo tercera de los Pistons en la NBA, y la trigésimo cuarta en su localización de Detroit, Míchigan. La temporada regular acabaron con 50 victorias y 32 derrotas, ocupando la tercera posición de la Conferencia Este, clasificándose para los playoffs, en los que cayeron en las finales de conferencia ante los Chicago Bulls.

## Elecciones en elDraft
| Ronda | Puesto | Jugador      | Posición | Nacionalidad   | Universidad |
| ----- | ------ | ------------ | -------- | -------------- | ----------- |
| 1     | 26     | Lance Blanks | Base     | Estados Unidos | Texas       |

## Temporada regular
| División Central    | División Central | División Central | División Central | División Central | División Central | División Central | División Central | División Central |
| Equipo              | G                | P                | %                | PD               | Casa             | Fuera            | Div              |                  |
| ------------------- | ---------------- | ---------------- | ---------------- | ---------------- | ---------------- | ---------------- | ---------------- | ---------------- |
| y-Chicago Bulls     | 61               | 21               | .744             | —                | 35–6             | 26–15            | 25–5             |                  |
| x-Detroit Pistons   | 50               | 32               | .610             | 11               | 32–9             | 18–23            | 19-11            |                  |
| x-Milwaukee Bucks   | 48               | 34               | .585             | 13               | 33–8             | 15–26            | 16–14            |                  |
| x-Atlanta Hawks     | 43               | 39               | .524             | 18               | 29–12            | 14–27            | 11–19            |                  |
| x-Indiana Pacers    | 41               | 41               | .500             | 20               | 29-12            | 12–29            | 15-15            |                  |
| Cleveland Cavaliers | 33               | 49               | .402             | 28               | 23–18            | 10–31            | 11-19            |                  |
| Charlotte Hornets   | 26               | 56               | .317             | 35               | 17–24            | 9–32             | 8–22             |                  |

## Playoffs

### Primera ronda
Detroit Pistons  vs. Atlanta Hawks
| Fecha       | Partido                                | Ciudad  |
| ----------- | -------------------------------------- | ------- |
| 26 de abril | Detroit Pistons 98, Atlanta Hawks 103  | Detroit |
| 28 de abril | Detroit Pistons 101, Atlanta Hawks 88  | Detroit |
| 30 de abril | Atlanta Hawks 91, Detroit Pistons 103  | Atlanta |
| 2 de mayo   | Atlanta Hawks 123, Detroit Pistons 111 | Atlanta |
| 5 de mayo   | Detroit Pistons 113, Atlanta Hawks 81  | Detroit |
|             | Detroit Pistons gana las series 3-2    |         |

### Semifinales de Conferencia
Boston Celtics  vs. Detroit Pistons
| Fecha      | Partido                                 | Ciudad  |
| ---------- | --------------------------------------- | ------- |
| 7 de mayo  | Boston Celtics 75, Detroit Pistons 86   | Boston  |
| 9 de mayo  | Boston Celtics 109, Detroit Pistons 103 | Boston  |
| 11 de mayo | Detroit Pistons 83, Boston Celtics 115  | Detroit |
| 13 de mayo | Detroit Pistons 104, Boston Celtics 97  | Detroit |
| 15 de mayo | Boston Celtics 111, Detroit Pistons 116 | Boston  |
| 17 de mayo | Detroit Pistons 117, Boston Celtics 113 | Detroit |
|            | Detroit Pistons gana las series 4-2     |         |

### Finales de conferencia
Chicago Bulls  vs. Detroit Pistons
| Fecha      | Partido                                | Ciudad  |
| ---------- | -------------------------------------- | ------- |
| 19 de mayo | Chicago Bulls 94, Detroit Pistons 83   | Chicago |
| 21 de mayo | Chicago Bulls 105, Detroit Pistons 97  | Chicago |
| 25 de mayo | Detroit Pistons 107, Chicago Bulls 113 | Detroit |
| 27 de mayo | Detroit Pistons 94, Chicago Bulls 115  | Detroit |
|            | Chicago Bulls gana las series 4-0      |         |

## Estadísticas

### Temporada regular
| Rk | Jugador          | Edad | P  | PT | MP   | TC  | TCI  | %TC  | T3  | T3I | %T3  | TL  | TLI | %TL   | RO  | RD  | RT   | AS  | RB  | TAP | BP  | FP  | PTS  |
| -- | ---------------- | ---- | -- | -- | ---- | --- | ---- | ---- | --- | --- | ---- | --- | --- | ----- | --- | --- | ---- | --- | --- | --- | --- | --- | ---- |
| 1  | Joe Dumars       | 27   | 80 | 80 | 38.1 | 7.8 | 16.2 | .481 | 0.2 | 0.6 | .311 | 4.6 | 5.2 | .890  | 0.8 | 1.6 | 2.3  | 5.5 | 1.1 | 0.1 | 2.4 | 1.7 | 20.4 |
| 2  | Isiah Thomas     | 29   | 48 | 46 | 34.5 | 6.0 | 13.9 | .435 | 0.4 | 1.4 | .292 | 3.7 | 4.8 | .782  | 0.7 | 2.6 | 3.3  | 9.3 | 1.6 | 0.2 | 3.9 | 2.5 | 16.2 |
| 3  | Dennis Rodman    | 29   | 82 | 77 | 33.5 | 3.4 | 6.8  | .493 | 0.1 | 0.4 | .200 | 1.4 | 2.1 | .631  | 4.4 | 8.1 | 12.5 | 1.0 | 0.8 | 0.7 | 1.1 | 3.4 | 8.2  |
| 4  | Bill Laimbeer    | 33   | 82 | 81 | 32.5 | 4.5 | 9.5  | .478 | 0.5 | 1.5 | .296 | 1.5 | 1.8 | .837  | 2.1 | 6.9 | 9.0  | 1.9 | 0.5 | 0.7 | 1.2 | 3.0 | 11.0 |
| 5  | Vinnie Johnson   | 34   | 82 | 28 | 29.1 | 5.0 | 11.4 | .434 | 0.1 | 0.4 | .324 | 1.6 | 2.5 | .646  | 1.3 | 2.1 | 3.4  | 3.3 | 0.9 | 0.2 | 1.4 | 2.0 | 11.7 |
| 6  | James Edwards    | 35   | 72 | 70 | 26.4 | 5.3 | 11.0 | .484 | 0.0 | 0.0 | .500 | 3.0 | 4.1 | .729  | 1.3 | 2.6 | 3.8  | 0.9 | 0.2 | 0.4 | 1.8 | 3.5 | 13.6 |
| 7  | Mark Aguirre     | 31   | 78 | 13 | 25.7 | 5.4 | 11.7 | .462 | 0.3 | 1.0 | .308 | 3.1 | 4.1 | .757  | 1.7 | 3.1 | 4.8  | 1.8 | 0.6 | 0.3 | 1.6 | 2.7 | 14.2 |
| 8  | John Salley      | 26   | 74 | 1  | 22.3 | 2.4 | 5.1  | .475 | 0.0 | 0.0 | .000 | 2.5 | 3.5 | .727  | 1.9 | 2.6 | 4.4  | 0.9 | 0.7 | 1.5 | 1.2 | 3.2 | 7.4  |
| 9  | Gerald Henderson | 35   | 23 | 10 | 17.0 | 2.2 | 5.1  | .427 | 0.3 | 0.9 | .333 | 0.7 | 0.9 | .762  | 0.3 | 1.3 | 1.6  | 2.7 | 0.5 | 0.1 | 1.2 | 1.9 | 5.3  |
| 10 | John Long        | 34   | 25 | 0  | 10.2 | 1.4 | 3.4  | .412 | 0.1 | 0.2 | .333 | 1.0 | 1.0 | .960  | 0.4 | 0.9 | 1.3  | 0.7 | 0.4 | 0.1 | 0.6 | 0.7 | 3.8  |
| 11 | William Bedford  | 27   | 60 | 4  | 9.4  | 1.8 | 4.0  | .438 | 0.1 | 0.2 | .385 | 0.9 | 1.3 | .705  | 0.9 | 1.3 | 2.2  | 0.5 | 0.0 | 0.6 | 0.5 | 1.3 | 4.5  |
| 12 | Lance Blanks     | 24   | 38 | 0  | 5.6  | 0.7 | 1.6  | .426 | 0.1 | 0.4 | .125 | 0.3 | 0.4 | .714  | 0.1 | 0.4 | 0.5  | 0.7 | 0.2 | 0.1 | 0.5 | 0.9 | 1.7  |
| 13 | Tree Rollins     | 35   | 37 | 0  | 5.5  | 0.4 | 0.9  | .424 | 0.0 | 0.0 |      | 0.2 | 0.4 | .571  | 0.4 | 0.8 | 1.1  | 0.1 | 0.1 | 0.5 | 0.4 | 0.9 | 1.0  |
| 14 | Scott Hastings   | 30   | 27 | 0  | 4.2  | 0.6 | 1.0  | .571 | 0.1 | 0.1 | .750 | 0.5 | 0.5 | 1.000 | 0.5 | 0.5 | 1.0  | 0.3 | 0.0 | 0.0 | 0.3 | 0.9 | 1.8  |

### Playoffs
| Rk | Jugador          | Edad | P  | PT | MP   | TC  | TCI  | %TC   | T3  | T3I | %T3  | TL  | TLI | %TL  | RO  | RD  | RT   | AS  | RB  | TAP | BP  | FP  | PTS  |
| -- | ---------------- | ---- | -- | -- | ---- | --- | ---- | ----- | --- | --- | ---- | --- | --- | ---- | --- | --- | ---- | --- | --- | --- | --- | --- | ---- |
| 1  | Joe Dumars       | 27   | 15 | 15 | 39.2 | 7.0 | 16.3 | .429  | 1.1 | 2.8 | .405 | 5.5 | 6.5 | .845 | 1.4 | 1.9 | 3.3  | 4.1 | 1.1 | 0.1 | 1.1 | 2.2 | 20.6 |
| 2  | Isiah Thomas     | 29   | 13 | 11 | 33.5 | 4.6 | 11.5 | .403  | 0.5 | 1.7 | .273 | 3.8 | 5.3 | .725 | 1.0 | 3.2 | 4.2  | 8.5 | 1.0 | 0.2 | 3.2 | 3.2 | 13.5 |
| 3  | Dennis Rodman    | 29   | 15 | 14 | 33.0 | 2.7 | 6.1  | .451  | 0.1 | 0.6 | .222 | 0.7 | 1.6 | .417 | 4.5 | 7.3 | 11.8 | 0.9 | 0.7 | 0.7 | 0.9 | 3.7 | 6.3  |
| 4  | Bill Laimbeer    | 33   | 15 | 15 | 29.7 | 4.4 | 9.9  | .446  | 0.3 | 1.1 | .294 | 1.8 | 2.1 | .871 | 2.8 | 5.3 | 8.1  | 1.3 | 0.3 | 0.8 | 1.1 | 3.6 | 10.9 |
| 5  | Vinnie Johnson   | 34   | 15 | 3  | 29.2 | 6.8 | 14.7 | .464  | 0.1 | 0.9 | .154 | 1.5 | 2.1 | .710 | 2.5 | 2.6 | 5.1  | 2.9 | 0.7 | 0.3 | 1.1 | 2.2 | 15.2 |
| 6  | Mark Aguirre     | 31   | 15 | 2  | 26.5 | 6.0 | 11.9 | .506  | 0.8 | 2.2 | .364 | 2.8 | 3.4 | .824 | 1.1 | 2.9 | 4.1  | 1.9 | 0.8 | 0.1 | 1.3 | 2.7 | 15.6 |
| 7  | James Edwards    | 35   | 15 | 11 | 23.0 | 4.1 | 10.0 | .407  | 0.0 | 0.0 |      | 2.5 | 3.7 | .691 | 1.0 | 1.5 | 2.5  | 0.6 | 0.1 | 0.2 | 1.6 | 2.9 | 10.7 |
| 8  | John Salley      | 26   | 15 | 0  | 20.5 | 2.5 | 4.7  | .543  | 0.0 | 0.0 |      | 2.4 | 4.0 | .600 | 1.3 | 2.8 | 4.1  | 0.7 | 0.4 | 1.3 | 0.9 | 3.9 | 7.5  |
| 9  | William Bedford  | 27   | 8  | 3  | 8.1  | 0.6 | 3.0  | .208  | 0.0 | 0.3 | .000 | 1.1 | 1.8 | .643 | 1.1 | 1.6 | 2.8  | 0.5 | 0.3 | 0.5 | 0.5 | 1.8 | 2.4  |
| 10 | Tree Rollins     | 35   | 6  | 0  | 5.3  | 0.3 | 0.3  | 1.000 | 0.0 | 0.0 |      | 0.0 | 0.0 |      | 0.2 | 0.3 | 0.5  | 0.0 | 0.2 | 0.2 | 0.3 | 1.0 | 0.7  |
| 11 | Gerald Henderson | 35   | 10 | 1  | 4.0  | 0.4 | 1.6  | .250  | 0.0 | 0.3 | .000 | 0.0 | 0.0 |      | 0.1 | 0.0 | 0.1  | 0.6 | 0.1 | 0.0 | 0.0 | 0.4 | 0.8  |
| 12 | Scott Hastings   | 30   | 10 | 0  | 3.5  | 0.3 | 0.6  | .500  | 0.2 | 0.4 | .500 | 0.0 | 0.0 |      | 0.2 | 0.4 | 0.6  | 0.3 | 0.0 | 0.1 | 0.1 | 0.6 | 0.8  |

## Galardones y récords
| Jugador       | Galardón                                                                      |
| Dennis Rodman | Mejor Defensor de la NBA Mejor quinteto defensivo de la NBA                   |
| Joe Dumars    | 2.º Mejor quinteto defensivo de la NBA 3.er Mejor quinteto de la NBA All-Star |